# 朴梓善
朴梓善（英語：Jihsunpark，1994年2月16日—），韓國女歌手、演員及模特兒，Soundpost Entertainment公司旗下簽約藝人。

## 演藝經歷
朴梓善於2014年獲 Soundpost Entertainment 簽約成為旗下藝人而出道。2016年3月，她曾參加ORPHIC巴黎春夏時裝周走秀。2017年2月與攝影師小吉米及日本男模Yuya Kudo合作，在日本京都拍攝日式花鳥繪改良和服。同年5月則參加戛納國際電影節70周年慶典活動。